# Tae Crowder
Dequartavous „Tae“ Crowder (* 12. März 1997 in Pine Mountain, Georgia) ist ein US-amerikanischer American-Football-Spieler auf der Position des Linebackers. Crowder stand in der National Football League von 2020 bis 2022 bei den New York Giants, die ihn als letzten Spieler im NFL Draft 2020 ausgewählt hatten, sowie 2022 bei den Pittsburgh Steelers unter Vertrag. 2023 wurde er kurzzeitig von den Los Angeles Chargers verpflichtet.

## Frühe Jahre
Crowder ging in Hamilton, Georgia, auf die Highschool. Zwischen 2015 und 2019 besuchte er die University of Georgia, wo er für das Collegefootballteam in dieser Zeit 115 Tackles, 1,5 Sacks und 10 Tackles for loss erzielte.

## NFL
Crowder wurde im NFL Draft 2020 in der siebten Runde an 255. Stelle ausgewählt. Damit war er der letzte ausgewählte Spieler im Draft, was ihn zum Mr. Irrelevant machte. Am 6. Spieltag in seiner ersten NFL-Saison konnte er einen Fumble, den sein Teamkollege Kyler Fackrell am gegnerischen Quarterback Kyle Allen erzwang, für sein Team sichern und zum Touchdowns zurücktragen. Am 13. Spieltag erzielte er seinen ersten Sack in der NFL gegen Russell Wilson im Spiel gegen die Seattle Seahawks. Am 12. Spieltag der darauffolgenden Saison erzielte er seine erste Interception nach einem Passversuch von Jalen Hurts beim Spiel gegen die Philadelphia Eagles. Am 17. Spieltag gelang ihm eine weitere Interception bei einem Trick Play der Chicago Bears von Runningback David Montgomery.
Crowder ging als Starter in die Saison 2022, verlor seine Position in der Startaufstellung im Saisonverlauf jedoch an Jaylon Smith. Nach dem 15. Spieltag wurde er entlassen und zunächst in den Practice Squad aufgenommen, am 27. Dezember wurde er von den Pittsburgh Steelers für ihren aktiven Kader unter Vertrag genommen. Am 22. Mai 2023 entließen die Steelers Crowder.
Am 22. August 2023 nahmen die Los Angeles Chargers Crowder unter Vertrag. Eine Woche später wurde er bereits wieder entlassen.